# João José de Oliveira Leite

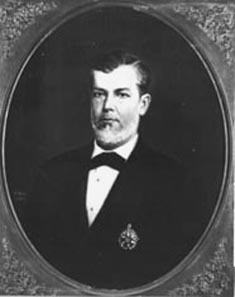
Barão de Timbó, da coleção Museu Histórico Nacional.

João José de Oliveira Leite, primeiro e único barão de Timbó (Rio Real, 12 de abril de 1821 — Salvador, 5 de agosto de 1919) foi um nobre e fazendeiro brasileiro.
Filho de João José Ferreira Leite e Ana Rita de Oliveira Leite. Casou-se  três vezes, sucessivamente com Isidora Umbelina de Paiva Leite, depois com Joaquina Hermelina da Costa Vieira, finalmente com a governanta da família, quando já tinha 86 anos.
O título é uma referência ao Timbó um antigo bairro do atual município de Esplanada, na Bahia, donde o Barão mantinha uma imensa fazenda.
Agraciado barão em 11 de junho de 1888. Foi coronel da Guarda Nacional e agraciado comendador da Imperial Ordem da Rosa.